# 賢者雙子座
多名尼哥·韋恩·伍茲（1992年6月20日—），藝名賢者雙子座（Sage the Gemini），是一位美國饒舌歌手、詞曲作家及音樂製作人。他是加利福尼亞州地下嘻哈團體The HBK Gang的成員。他因為2013年與Iamsu!合作製作的歌曲〈Gas Pedal〉而知名。

## 早年生活
賢者雙子座出生於美國加利福尼亞州舊金山，6歲前居住在獵人角，之後因為社區的犯罪問題而搬遷至費爾菲爾德。12歲那年，他與他的兄弟做一些修剪草坪、清理車庫的零工，賺到一些小錢後，在費爾菲爾德的戈登樂器行（Gordon's Music and Sound）購入一支電容式麥克風及Behringer混音器，開始與他的兄弟錄製音樂。他所製作的首支歌曲名為〈Made In China〉。14歲時，他為了提升自己的嘻哈水準，從學校退學以全神貫注在音樂上，並與他的堂表兄弟組成一個音樂團體Tree Boys。伍茲以他的眼睛顏色與星座取藝名為賢者雙子座。

## 音樂生涯
2008年，賢者雙子座在MySpace發布他的首支單曲〈You Should Know〉。這首歌很快地成為一首熱門單曲，獲得超過300萬次的點擊率，引起全球廣泛關注。隨後，他加入Black Money音樂集團，與饒舌歌手Iamsu!結識，又找來幾位朋友組成地下嘻哈團體The HBK Gang。
2013年3月，賢者雙子座推出兩支單曲：找來Iamsu!合作的〈Gas Pedal〉曾登上《告示牌》百強單曲榜第29名及熱門節奏藍調/嘻哈單曲榜第6名，是賢者雙子座的首支四十強單曲。收錄這首歌曲的迷你專輯《Gas Pedal》登上節奏藍調/嘻哈專輯榜第29名；另一首同為賢者雙子座製作的歌曲〈Red Nose〉亦登上百強單曲榜第54名，及熱門節奏藍調/嘻哈單曲榜第12名。〈Red Nose〉及〈Gas Pedal〉皆獲美國唱片業協會認證為白金單曲。
2013年8月，他與環球共和唱片簽約。2014年3月25日，賢者雙子座發行他的首張錄音室專輯《Remember Me》。2014年10月21日，佛羅·里達推出與賢者雙子座合作的單曲〈G.D.F.R.〉，這首單曲曾登上英國單曲排行榜第3名、《告示牌》百強單曲榜第8名等，也獲美國唱片業協會認證為三張白金單曲。2015年5月18日，賢者雙子座透過共和唱片，發行找來尼克·強納斯合作演唱的單曲〈Good Thing〉，這首歌曾登上《告示牌》百強單曲榜第75名。他的第二張錄音室專輯《Bachelor Party》預計在2017年由大西洋唱片發行。

## 個人生活
2011/2012年，賢者雙子座的女兒賴菈·伍茲（Lai'lah Woods）出生。
2015年4月，賢者雙子座與在2014年9月分手傑森·德魯羅的美國歌手裘汀·史芭克絲傳出緋聞，史芭克絲在同年5月證實兩人正在交往。不過，最終兩人在2016年2月宣告分手，結束長達10個月的戀情。此前，賢者雙子座便曾在2月7日與其前未婚妻庫里姆·赫莉（Curium Hurley）通話，而這段通話紀錄遭到庫里姆錄音後曝光，他在電話中聲稱關於他與史芭克絲交往的一切只是在作秀，為的是讓他的下一張專輯增加曝光度。不過，隨後他又在2月16日於個人Instagram發布一篇挽留史芭克絲的文章。

## 音樂作品
- 《Remember Me（英语：Remember Me (Sage the Gemini album)）》（2014年）

## 外部連結
- 官方网站
- XXLmag.com上的The Break Presents: Sage The Gemini （页面存档备份，存于）
- Complex.com上的Sage the Gemini （页面存档备份，存于）